# مارگارت آزبرن (بازیکن تنیس روی میز)
مارگارت آزبرن (انگلیسی: Margaret Osborne؛ زادهٔ) یک بازیکن تنیس روی میز است.
وی در مسابقات کشوری و بین‌المللی در مجموع برنده ۱ مدال طلا، ۱ مدال نقره شده‌است.